# William T. Cobb

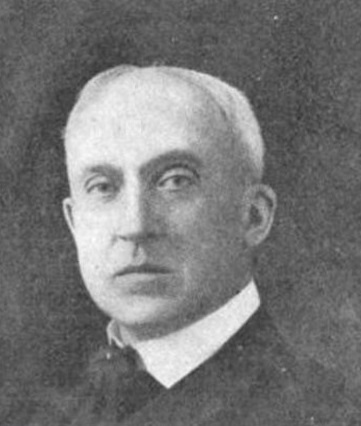
William T. Cobb

William Titcomb Cobb (* 23. Juli 1857 in Rockland, Maine; † 24. Juli 1937 ebenda) war ein US-amerikanischer Politiker und von 1905 bis 1909 Gouverneur von Maine.

## Frühe Jahre
Nach der Grundschule studierte Cobb am Bowdoin College und an den deutschen Universitäten in Berlin und Leipzig. Schließlich studierte er noch an der Harvard University Jura. Nachdem er im Jahr 1880 als Rechtsanwalt zugelassen worden war, begann er eine erfolgreiche juristische Karriere.

## Politische Laufbahn
William Cobb war Mitglied der Republikanischen Partei. Bis zu seiner Nominierung zum Spitzenkandidaten seiner Partei für die Gouverneurswahl von Maine des Jahres 1904 war er politisch kaum in Erscheinung getreten. Nachdem er die eigentlichen Gouverneurswahlen gewonnen hatte, konnte er sein neues Amt am 4. Januar 1905 antreten. Nach einer erfolgreichen Wiederwahl im Jahr 1906 konnte er bis zum 6. Januar 1909 im Amt bleiben. In seiner Amtszeit wurden schärfere Prohibitionsgesetze verabschiedet, das Wirtschaftswachstum gefördert, der Eisenbahnausbau beschleunigt und Lebensmittelschutzgesetze zum Schutz der Verbraucher in Kraft gesetzt.

## Weiterer Lebenslauf
Nach dem Ende seiner Amtszeit zog sich Cobb aus der Politik zurück und widmete sich seinen privaten Angelegenheiten. Er starb am 27. Juli 1937. William Cobb war mit Lucy Banks verheiratet, mit der er zwei Kinder hatte.